# シンフォニック・デスコア
シンフォニック・デスコア（英語: Symphonic Deathcore）とは、アメリカ発祥でヘヴィメタルの一種であり、シンフォニックメタルとデスコアが融合して作られたジャンルである。
全体的にデスコアの重く、攻撃的なサウンドが見受けられるが、所々にオーケストラの要素を追加し、壮大なかつ雄大な曲調となっている。